# François Attibert
François Attibert est un militant français du XIXe siècle. Ouvrier ardoisier à Trélazé (Maine-et-Loire), il défend les conditions de vie de ses camarades ouvriers et lutte activement pour l'établissement d'une République démocratique et sociale. Il est affilié à société secrète La Marianne qui a infiltré le milieu ardoisier angevin dès 1851 et tente de mettre fin au Second Empire.

## Son action
Il est l'un des principaux meneurs de la révolte des ouvriers ardoisiers angevins dans la nuit du 26 au 27 août 1855, il est arrêté avec plusieurs centaines d'autres insurgés, jugé et condamné au bagne de l'Île du Diable en Guyane pour ces faits.